# Aracena
Aracena là một thị trấn và đô thị ở tỉnh Huelva, Tây Ban Nha. Theo điều tra dân số năm 2006, thị trấn này có dân số 7.228 người.

## Dân số

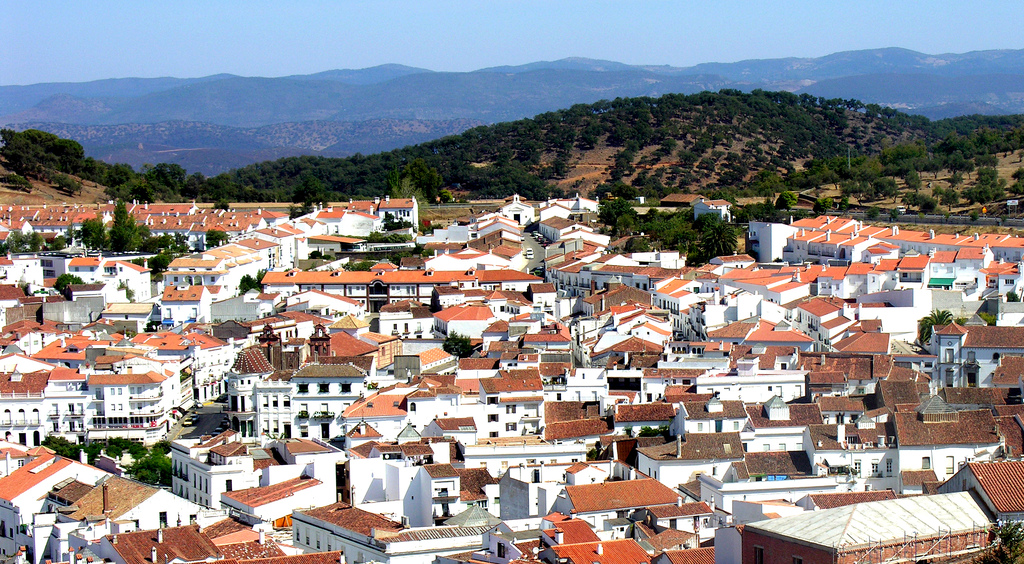
Aracena

| 1999  | 2000  | 2001  | 2002  | 2003  | 2004  | 2005  |
| ----- | ----- | ----- | ----- | ----- | ----- | ----- |
| 2.006 | 6,672 | 6,756 | 6,672 | 6,720 | 6,939 | 6,979 |

Nguồn: INE (Tây Ban Nha)